# Ičiró Ogimura
Ičiró Ogimura (japonsky 荻村 伊智朗, Ogimura Ichirō; 25. června 1932 Itó – 4. prosince 1994 Tokio) byl japonský stolní tenista. Původně se věnoval baseballu, stolní tenis začal hrát jako sedmnáctiletý student v Musašinu. Vystudoval umělecký obor na Tokijské metropolitní univerzitě.
V roce 1953 se stal mistrem Japonska ve dvouhře i čtyřhře a byl zařazen do reprezentace. Na mistrovství světa ve stolním tenise získal dvanáct zlatých medailí. Vyhrál dvouhru v letech 1954 a 1956, čtyřhru v letech 1956 s Jošiem Tomitou a 1959 s Teruem Murakamim, smíšenou čtyřhru v letech 1957 a 1959 s Fudžie Egučiovou a v roce 1961 s Kimijo Macuzakiovou a soutěž družstev v letech 1954, 1955, 1956, 1957 a 1959.
Byl jedničkou světového žebříčku v mužské dvouhře. Třikrát vyhrál Asijské hry, třikrát English Open a pětkrát mistrovství Asie ve stolním tenise. Byl představitelem tradičního japonského stylu s tužkovým držením pálky. Začal používat houbový potah a vymyslel „doktrínu 51 procent“, podle níž má tenista smečovat pokaždé, když vidí nadpoloviční šanci na zisk bodu. Podílel se na vývoji obuvi pro stolní tenisty s firmou Koyo Bear.
Po ukončení kariéry podnikal v obchodní činnosti a byl také trenérem stolního tenisu ve Švédsku a USA. Od roku 1973 působil ve vedení Mezinárodní federace stolního tenisu a v letech 1987 až 1994 byl jejím prezidentem. Stal se významným představitelem pingpongové diplomacie, dosáhl návratu Čínské lidové republiky na světové soutěže i společné korejské reprezentace na MS 1991. Za jeho působení se stal stolní tenis olympijským sportem. Prosadil také změnu barvy stolů z tmavě zelené na modrou, aby zvýšil diváckou atraktivitu svého sportu.
V roce 1997 byl uveden do Síně slávy Mezinárodní federace stolního tenisu. Získal Medaili cti s purpurovou stuhou. Turnaj Světového turné Japan Open byl na jeho počest přejmenován na Ogimurův pohár.